# Korçë (prefectuur)
Korçë (Albanees:  Qarku i Korçës) is een van de 12 prefecturen van Albanië en is gelegen in het zuidoosten van het land. De prefectuur is genoemd naar haar hoofdstad Korçë, de zesde stad van het land. In het gebied wonen omvangrijke Griekse en Aroemeense minderheden.

## Bevolking
Op 1 januari 2018 telt de prefectuur Korçë zo'n 210.178 inwoners. In 1989, voor de val van het communisme, woonden er nog 311.448 mensen in de prefectuur Korçë. De bevolking is de afgelopen 29 jaar dus met bijna één derde afgenomen (met meer dan honderdduizend inwoners).

#### Religie
De islam is de grootste religie in prefectuur Korçë. Ongeveer 58,98 procent van de bevolking is islamitisch. Relatief gezien wonen de meeste moslims in de deelgemeenten Progër (83 procent), Çërravë (81 procent), Vreshtas (79 procent), Buçimas en Dardhas (beide 77 procent)
Ongeveer 16,25 procent behoort tot de Albanees-Orthodoxe Kerk. De bevolking van de deelgemeente Liqenas is nagenoeg uitsluitend orthodox (96 procent). In de plaatsen Leskovik (44 procent), Korçë (36 procent), Vithkuq (35 procent) en Qendër-Leskovik (30 procent) woont ook een significante orthodoxe minderheid.
Verder wonen er in prefectuur Korçë ook kleine aantallen bektashi's (2,07 procent) en katholieken (1,13 procent). De bektashi's wonen relatief gezien vooral in de deelgemeenten Qendër Ersekë (43 procent), Mollas (21 procent) en Vithkuq (20 procent).

### Bestuurlijke indeling
De prefectuur is ingedeeld in zes steden (bashkia) na de gemeentelijke herinrichting van 2015:
Devoll • Kolonjë • Korçë • Maliq • Pogradec • Pustec.
Berat · Dibër · Durrës · Elbasan · Fier · Gjirokastër · Korçë · Kukës · Lezhë · Shkodër · Tirana · Vlorë

Deelgemeenten · Gemeenten · Prefecturen